# Xuân Thu (xã)
Xuân Thu là một xã thuộc huyện Sóc Sơn, thành phố Hà Nội, Việt Nam. Xã có khu di tích chùa Đại Bi và có làng truyền thống Thu Thủy (thôn Hồng) làm giường tre và làng nghề nấu rượu Xuân Lai.
Xã Xuân Thu có khoảng 3000 hộ dân. Có 3 thôn là: Xuân Lai, Thu Thủy, Yên Phú, trong đó thôn Xuân Lai là rộng và đông dân nhất, thời điểm cao nhất xưa kia có 1.300 hộ nấu rượu, ngày nay chỉ còn trên 200 hộ.

## Vị trí
Phia bắc giám xã Kim lũ, Phía Tây giáp xã Kim Lũ, xã Xuân Nộn (Đông Anh). Phía Nam giáp xã Xuân Nộn và Thụy Lâm (Đông Anh). Phía Đông giáp xã Kim lũ và xã Hòa Tiến (Yên Phong, Bắc Ninh). Sông Cà Lồ bao bọc phía đông và phía Nam và một phần phía tây của xã.